# Метиљ
Метиљи (Trematodes) су најбројнија група пљоснатих црва која води паразитски начин живота и нема трепљаст епител.
Метиљи паразитирају као:
- ектопаразити (на површини тела домаћина) или
- ендопаразити (унутрашњи паразити).

Тело им је јако дорзовентрално спљоштено и листолико. Поред особина које су карактеристичне за читав тип пљоснатих црва, метиљи имају и особине које су резултат њихове прилагођености (адаптације) на паразитски начин живота.

### Адаптације на паразитски начин живота
Као резултат прилагођености на специфичан начин живота, метиљи су добили одређене особине :
- имају развијене органе за причвршћивање за тело домаћина; ти органи су мишићне, тањирасте пијавке које су код највећег броја смештене око усног отвора (усна пијавка), док неки имају трбушну или групу пијавки на задњем крају тела;
- чула су слабо развијена; код ларви су развијени тактилни и хеморецептори који им помажу у проналажењу домаћина;
- добро је развијен хермафродитни полни систем (он заузима највећи део унутрашњости тела); мушки полни систем грађен је од пара семеника и семевода; женски полни систем осим јајника и јајовода садржи и додатне жуманцетне и љушчане жлезде (оплођено јаје се избацује у спољашњу средину);
- развиће се одвија преко низа ларвалних ступњева, тако да је њихов животни циклус веома сложен и укључује најмање два домаћина — домаћин у коме паразитира одрасла јединка (адулт) је трајни (примарни) домаћин, док онај у коме паразитира ларва је прелазни домаћин. Њихова величина варира најчешће од неколико милиметара до 5 центиметара, али неки метиљи достижу и до 1,5 метара

### Развојни циклус великог метиља
Развиће великог, говеђег метиља (Fasciola hepatica) одвија се преко два домаћина : неки сисар (говедо, овца, човек) и барски пуж.
Развиће је цикличан процес и одвија се на следећи начин:
- из тела сисара се са изметом избаце оплођена јаја;
- јаја доспевају у воду (најчешће нека бара) где се из њих развија ларва мирацидијум; она неко време плива по води док не пронађе домаћина – барског пужа;
- у барском пужу се образује неколико ларвалних облика : од мирацидијума се образују спороцисте, од њих редије, а од редија постају церкарије;
- церкарије напуштају тело барског пужа, пливају неко време, а затим се причврсте за неку барску биљку и ту се учауре (инцистирају) па се сада називају метацеркарије;
- хранећи се тим биљкама, овца (говедо) унесе у црево инцистиране метацеркарије;
- у телу сисара метацеркарије се развијају у активни стадијум – млади метиљ, који крвљу доспева у јетру где достиже полну зрелост и продукује оплођена јаја .